# Аполлон-8
«Аполло́н-8» — второй пилотируемый космический корабль в рамках американской космической программы «Аполлон». В результате его полёта люди впервые достигли окрестностей другого небесного тела, Луны, и вышли на окололунную орбиту. Полёт ознаменовал начало новой эры в исследованиях космоса и в истории человечества. В ходе него люди впервые покинули околоземное пространство и увидели свою планету целиком издалека, впервые покинули гравитационное поле Земли и оказались в гравитационном поле её спутника, впервые подверглись воздействию солнечной радиации за пределами магнитного поля Земли, впервые собственными глазами увидели обратную сторону Луны и восход Земли над лунным горизонтом, впервые временно оказывались (находясь за лунным диском) в состоянии, когда с Землёй не было никакого контакта, и впервые вошли в атмосферу Земли со скоростью возвращения от Луны.
Старт «Аполлона-8» с астронавтами Фрэнком Борманом, Джеймсом Ловеллом и Уильямом Андерсом на борту состоялся 21 декабря 1968 года. Это был первый пилотируемый старт трёхступенчатой ракеты-носителя «Сатурн-5».
Полёт к Луне продолжался менее трёх суток, 66 часов 16 минут и 21,79 секунды. Корабль вышел на окололунную орбиту в рождественский сочельник, 24 декабря и оставался на ней в течение 20 часов 10 минут и 13 секунд, сделав 10 витков вокруг Луны. Астронавты проверяли работу систем корабля в условиях окололунного пространства, впервые фотографировали поверхность Луны с близкого расстояния, уделяя первостепенное внимание местам будущих лунных посадок, вели телетрансляции и отслеживали навигационные ориентиры. Наиболее рискованным манёвром в ходе экспедиции считался обратный старт к Земле. В случае отказа маршевого двигателя экипаж не смог бы вернуться. Однако двигатель отработал безупречно, и через двое с небольшим суток (57 часов 23 минуты и 32,5 секунды), 27 декабря, корабль вошёл в плотные слои атмосферы Земли и вскоре после этого приводнился в Тихом океане. Экспедиция продолжалась 6 суток 3 часа 00 минут и 42 секунды. В ходе неё установлены рекорды скорости космического корабля, 11 040 м/с, и максимального удаления от Земли — 377 349 км. По оценке специалистов, за время полёта «Аполлон-8» пролетел 933 419 км. Он стал первым американским космическим кораблём, доставившим на Землю фотоплёнку, отснятую у Луны (советский «Зонд-5» сделал это раньше, в сентябре 1968 года).

## Экипажи
Основной экипаж
- Фрэнк Борман — командир (2-й космический полёт)
- Джеймс Ловелл — пилот командного модуля (3-й космический полёт)
- Уильям Андерс — пилот лунного модуля (некоторые функции) (1-й космический полёт)

Борман и Ловелл были астронавтами с опытом программы Джемини, в частности, они летали вместе на Джемини-7. Изначально в экипаж входил Майкл Коллинз, однако в последний момент он по медицинским соображениям был заменён Ловеллом.
Дублирующий экипаж
- Нил Армстронг
- Эдвин Олдрин
- Фред Хейз

Экипаж поддержки
- Томас Маттингли
- Джон Булл/Вэнс Бранд
- Джеральд Карр

## Общие сведения
Корабль включал в себя только основной блок в составе: командный отсек (образец СМ-103, масса — 28,9 т) и служебный отсек (SM-103). Вместо лунного модуля на носителе был установлен макет (к Луне не полетел). Для запуска использовалась ракета Сатурн-5 (образец AS-503). Это был первый экземпляр ракеты, использовавшийся для запуска пилотируемого корабля.
Цель полёта — комплексные испытания основного блока с выводом на селеноцентрическую орбиту.
Полёт обеспечивал США приоритет в достижении орбиты Луны пилотируемым кораблём. Это был серьёзный рывок вперёд в «лунной гонке».

## Задачи полёта
Предусматривались лётные испытания модифицированной ракеты-носителя, проверка способности третьей ступени ракеты-носителя обеспечить перевод корабля с геоцентрической орбиты на траекторию полёта к Луне, испытание узлов и агрегатов командного модуля в условиях полёта к Луне, телевизионные передачи с борта и фотографирование поверхности Луны.

## Старт

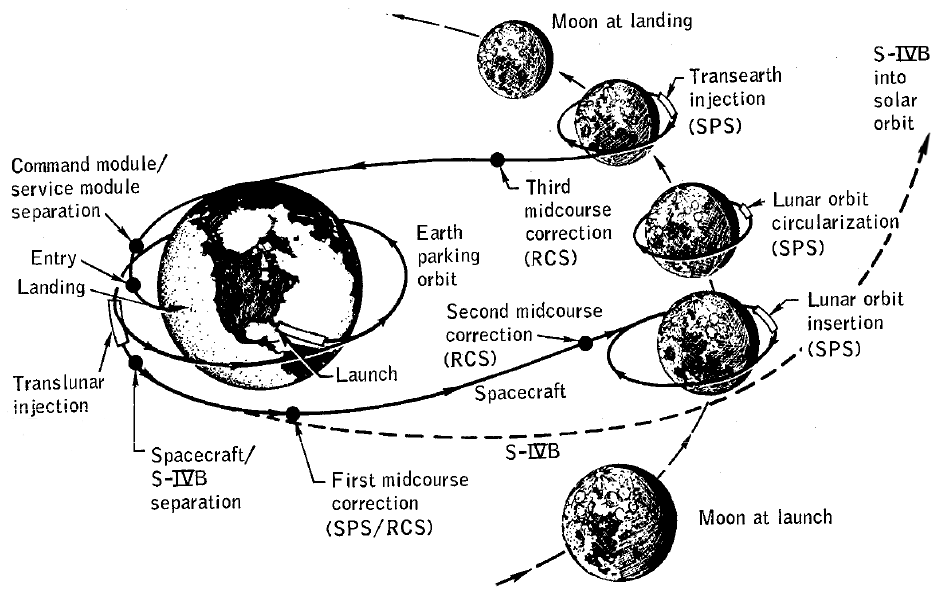
Схема полёта

Предстартовая подготовка и старт корабля прошли без серьёзных осложнений. Корабль «Аполлон-8» стартовал 21 декабря 1968 года в 12 часов 51 минуту по Гринвичу, на 65 секунд позже расчётного времени. Корабль вышел на геоцентрическую орбиту, близкую к расчётной.

## Полёт к Луне
После выхода последней ступени ракеты-носителя с кораблём на начальную геоцентрическую орбиту, наземные службы и экипаж в течение примерно двух часов производили проверку бортовых систем и убедились в их исправности.

Третья ступень РН Сатурн-5 с установленным макетом лунного модуля, сфотографированная экипажем «Аполлона-8»

Двигатель последней ступени ракеты-носителя был включён для перевода корабля на траекторию полёта к Луне в 2 часа 50 минут 31 секунду полётного времени и проработал 317 секунд. Факел от работы двигателя (космическая медуза) визуально наблюдали на Гавайских островах в предрассветные часы.
После выхода на траекторию полёта к Луне Борман развернул ступень с кораблём так, чтобы корабль был обращён передней частью к Солнцу, что обеспечивало необходимое освещение при предстоящем фотографировании. В 3 часа 21 минуту полётного времени корабль отделился от ступени, развернулся на 180° и в течение некоторого времени совершал с ней групповой полёт. Астронавты фотографировали ступень и установленный на ней макет лунного модуля.

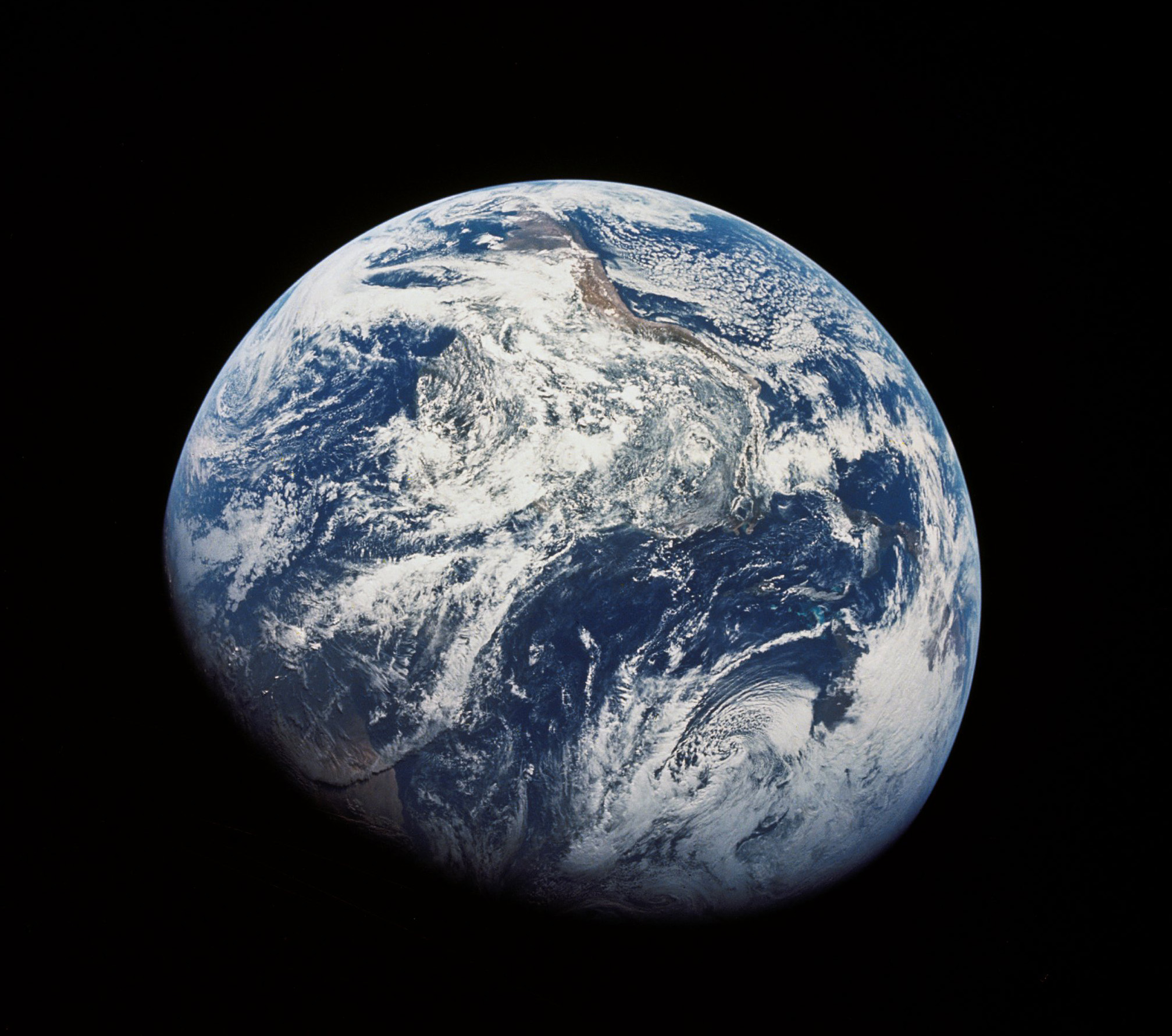
Фотография Земли с расстояния 30000 км. Первая снятая живым человеком полная фотография Земли. Автор — предположительно Уильям Андерс

Завершив групповой полёт, астронавты включили вспомогательные двигатели корабля для обеспечения удаления от ступени. Затем были произведены слив остатка кислорода через двигатель ступени и включение её вспомогательных двигателей. В результате было обеспечено расчётное приращение скорости, однако вследствие недостаточно точного контроля ориентации, ступень сблизилась с кораблём и следовала за ним на расстоянии примерно трёхсот метров. Руководители полёта сочли это опасным, и в результате в 4 часа 45 минут полётного времени было произведено не предусмотренное первоначальной программой полёта включение вспомогательных двигателей корабля для его отвода от последней ступени ракеты-носителя на безопасное расстояние.
На одиннадцатом часу полётного времени и на расстоянии примерно 96 000 км от Земли была произведена первая коррекция траектории полёта.
Примерно на девятнадцатом часу полёта Борман почувствовал тошноту и боль в желудке. Некоторое недомогание испытывали и другие члены экипажа. Приняв по таблетке против укачивания и таблетке закрепляющего средства, астронавты почувствовали себя лучше.
На тридцать втором часу полёта, когда корабль находился на расстоянии 255 000 км от Земли, начался первый сеанс телевизионной передачи с борта. Качество изображения при съёмках кабины и астронавтов было удовлетворительным, при съёмке Земли телеобъективом — неудовлетворительным. Во время второго сеанса (шестьдесят шестой час полёта) качество удалось улучшить путём подбора фильтров. Была показана Земля с расстояния примерно 330 000 км.
Через 55 часов 38 минут после начала полёта корабль вышел из поля тяготения Земли и вошёл в поле тяготения Луны. На шестьдесят втором часу полёта была произведена вторая и последняя коррекция траектории на трассе «Земля — Луна».

## Выход на орбиту вокруг Луны
Разрешение на переход на селеноцентрическую орбиту астронавты получили в 68 часов 04 минуты полётного времени. Примерно через час корабль зашёл за Луну, на расстоянии примерно 126 км от неё был включён основной двигатель, который проработал 246,5 секунды и перевёл корабль на эллиптическую селеноцентрическую орбиту с высотой периселения 113 км, высотой апоселения 312 км и периодом обращения 2 часа 10 минут. Пульс Бормана в период работы двигателя поднялся до 130 ударов в минуту.

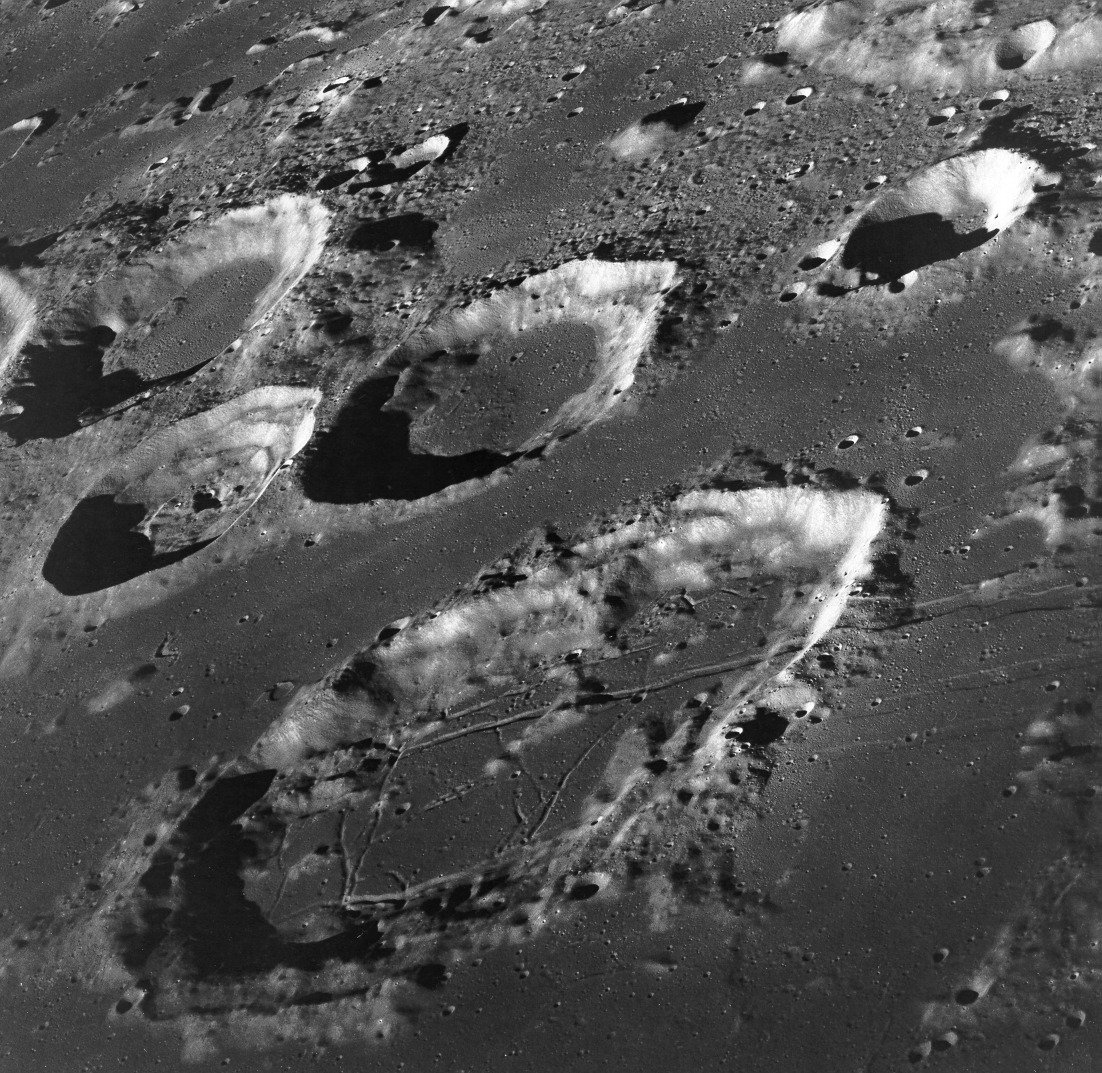
Лунная поверхность, сфотографированная экипажем «Аполлона-8». На переднем плане кратер Гоклений диаметром примерно 70 км

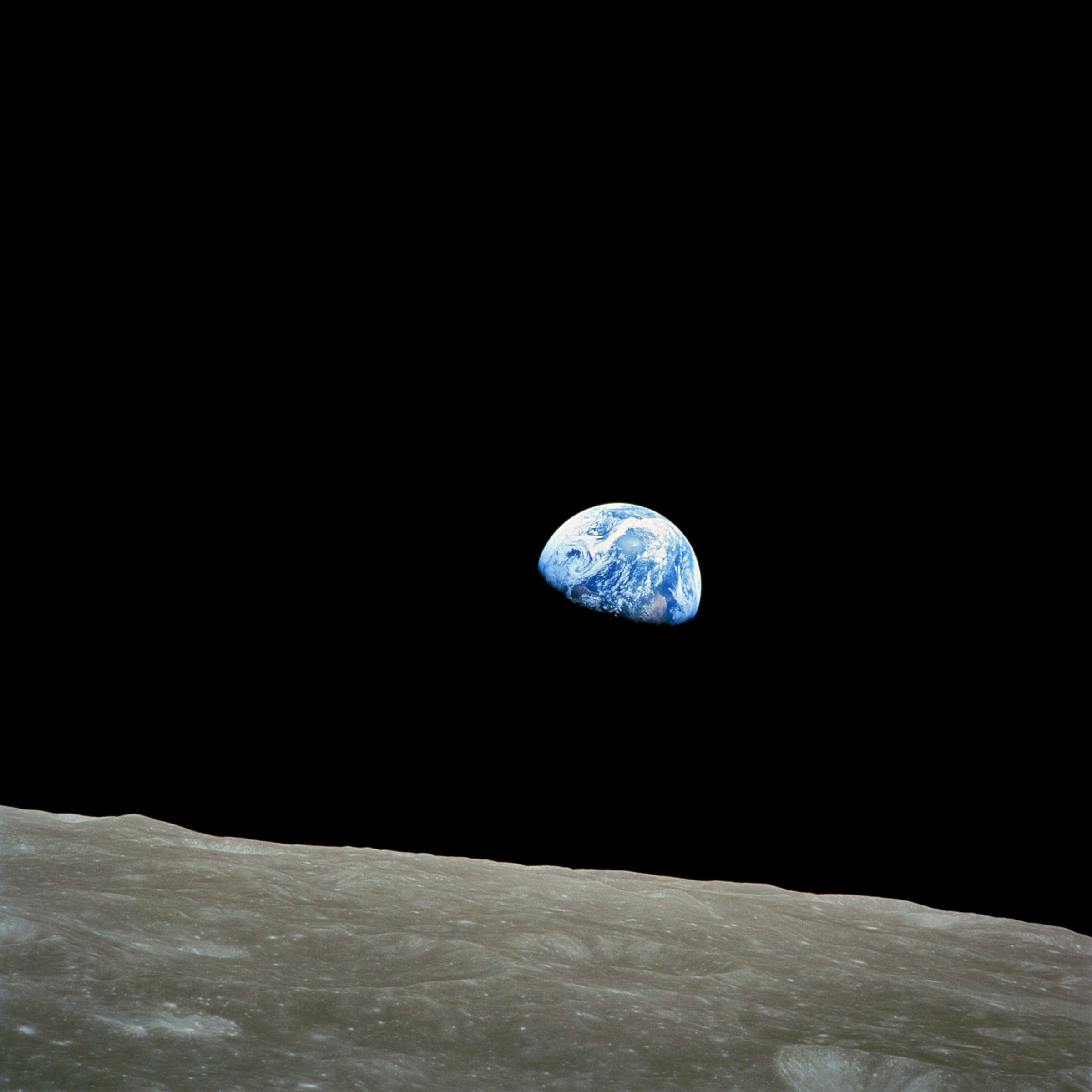
Восход Земли над лунным горизонтом, сфотографированный экипажем «Аполлона-8» (так называемая фотография Earthrise). Это изображение, вместе с начальными словами воспроизведено на почтовой марке, выпущенной в США в честь полёта

В период обращения по эллиптической орбите астронавты производили фотографирование поверхности Луны, вели визуальные наблюдения и осуществляли навигационные эксперименты.
На семьдесят втором часу полёта был проведён третий телевизионный сеанс. Астронавты показывали Луну.
В 73 часа 35 минут, совершив два витка по эллиптической селеноцентрической орбите, астронавты произвели включение основного двигателя корабля, который проработал 9 секунд и перевёл корабль на почти круговую орбиту с высотой периселения 112,1 км, высотой апоселения 112,7 км и периодом обращения примерно 2 часа.
Во время полёта по круговой орбите астронавты продолжали съёмку Луны, Земли и навигационные эксперименты. На шестом витке Борман приказал прекратить все эксперименты в связи с переутомлением экипажа.
В 85 часов 40 минут полётного времени был проведён четвёртый телевизионный сеанс. В связи с большим интересом, проявлявшимся к этому сеансу, он продолжался двадцать пять минут вместо запланированных двадцати. Астронавты показывали Луну, сопровождая показ комментариями. Затем Борман сказал, что у них есть послание для всех жителей Земли. Члены экипажа по очереди прочли отрывок из первой главы Библии Быт. 1:1—10, затем Борман, завершая сеанс, произнёс: «От имени экипажа мы заканчиваем трансляцию пожеланиями спокойной ночи, удачи, весёлого Рождества и благослови Господь всех вас там, на прекрасной Земле», после чего корабль в последний раз зашёл за Луну.
На десятом витке, в период отсутствия радиоконтакта, в 89 часов 19 минут полётного времени был включён основной двигатель для обеспечения перехода на траекторию полёта к Земле.
Радиосигнал от корабля был зарегистрирован на Земле в расчётное время, но возобновление голосовой связи произошло на 6 минут позже, что создало большую напряжённость в центре управления полётом.
После восстановления радиоконтакта, в связи с наступающим Рождеством, Борман шутя заявил: «Пожалуйста, имейте в виду, что здесь присутствует Санта-Клаус», на что находящийся на связи астронавт Томас Маттингли ответил: «Ну, вам, без всякого сомнения, виднее…».

## Возвращение на Землю
На трассе «Луна — Земля» астронавты много времени отдыхали: сказывалось нервное напряжение и переутомление. Андерс заснул на 45 минут во время своего дежурства.
На траектории полёта к Земле была проведена всего одна коррекция — на сто пятом часу полёта, когда корабль находился на расстоянии 310 000 км от Земли. Вскоре после этого был проведён пятый телевизионный сеанс. Астронавты показывали Землю, а также оборудование кабины, сопровождая показ комментариями.
На сто двадцать восьмом часу полёта был проведён последний сеанс телевизионной передачи с борта. Астронавты показывали Землю с расстояния примерно 180 000 км. Общая продолжительность телевизионных сеансов составила примерно 2 часа.

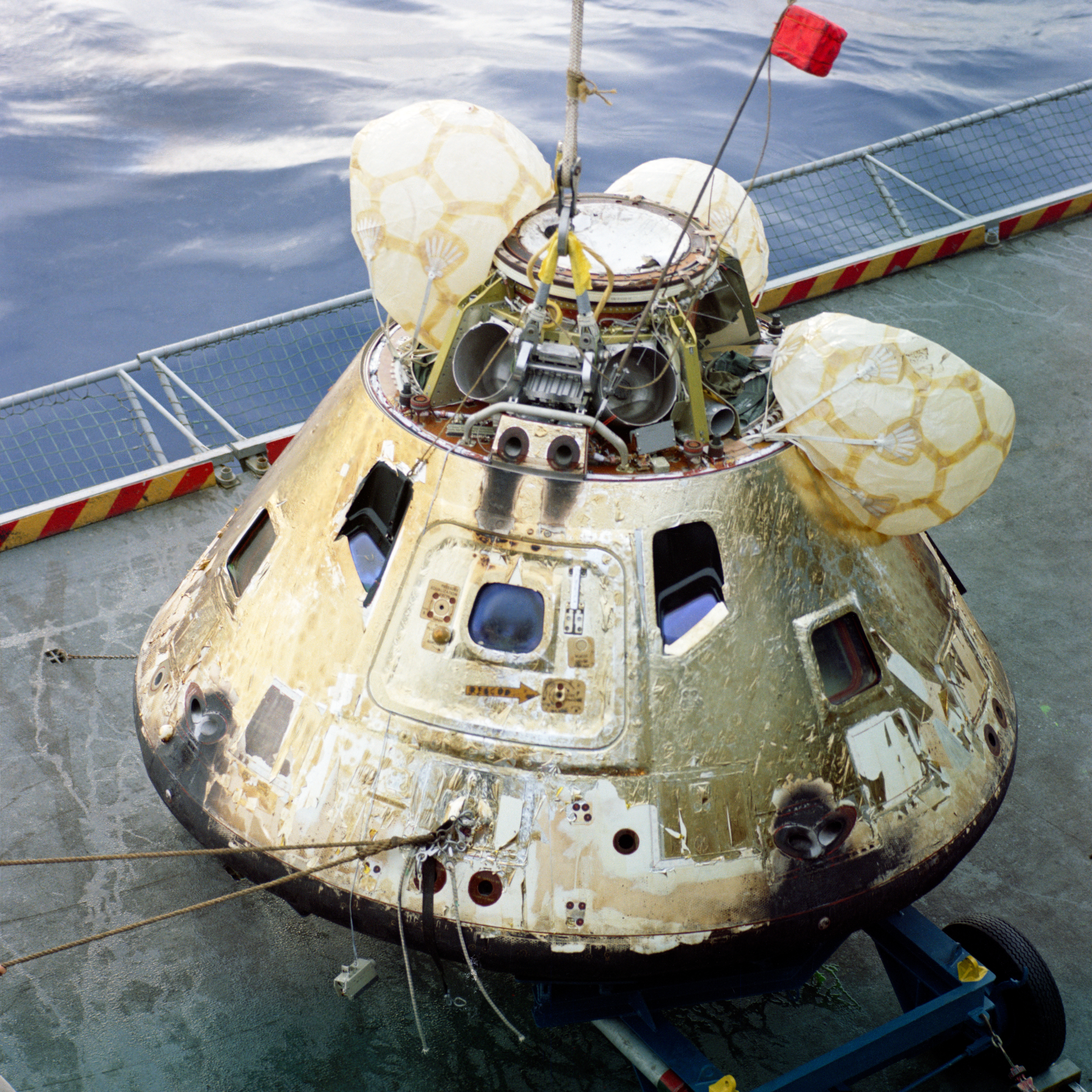
Отсек экипажа корабля «Аполлон-8» на палубе авианосца «Йорктаун»

В 146 часов 31 минуту полётного времени произошло отделение отсека экипажа от двигательного отсека командного модуля, и последний с помощью вспомогательных двигателей был отведён от отсека экипажа, после чего отсек экипажа вошёл в атмосферу.
Пропадание радиосигнала продолжалось 6 минут. Тормозные парашюты раскрылись в 146 часов 54 минуты полётного времени.
Приводнение отсека экипажа произошло в Тихом океане юго-западнее Гавайских островов в точке с координатами 8°08′ с. ш. 165°01′ з. д. в 5 км от авианосца «Йорктаун». Полёт продолжался 147 часов 00 минут 11 секунд.
При приводнении отсек экипажа перевернулся днищем вверх, но с помощью надувных баллонов-поплавков был быстро установлен в расчётное положение (днищем вниз). Вертолёт достиг отсека почти сразу же после приводнения и завис над ним, освещая его прожектором. Спасательные операции начались только с рассветом, то есть примерно через 35 минут после посадки.
Астронавты открыли люк, были подняты на борт вертолёта и доставлены на авианосец через 1 час 16 минут после приводнения. Отсек экипажа также был поднят на борт авианосца.
Руководители советской космической программы наблюдали за посадкой по закрытому кабельному каналу «Евровидения».

## Итоги полёта
NASA объявило об исключительном успехе полёта. Основными достижениями считаются: проведение детальной разведки лунной поверхности, что было чрезвычайно важно для планирования высадки астронавтов на Луну; демонстрация способности командного модуля корабля совершать сложные космические полёты с большим удалением от Земли практически без отказов и неисправностей; демонстрация безопасности для экипажа таких полётов; получение большого количества важной информации и резкое увеличение популярности космической программы в США и за границей. На лунной орбите экипаж провёл 20 часов, совершив 10 витков.